# Lasioglossum kafubuense
Lasioglossum kafubuense är en biart som först beskrevs av Cockerell 1937.  Lasioglossum kafubuense ingår i släktet smalbin, och familjen vägbin. Inga underarter finns listade i Catalogue of Life.